# 劍齒虎屬
剑齿虎属（Machairodus）通称为短劍虎或短劍劍齒虎，是生存於1100-1.2萬年前歐洲、亞洲、非洲及北美洲的大型劍齒虎亞科动物。剑齿虎属的物種在體型及比例上有很大的差異，最大約有獅子的大小。牠們有很大的犬齒，齒上有鋸齒，但在幾年內就會磨損。
在生态上，剑齿虎可能与今天的虎类似，以伏击狩猎为主
剑齿虎属有可能是锯齿虎的祖先。剑齿虎属與所有貓科都是從原小熊貓演化而來。

## 已描述的物種
本属已经描述的包括以下物种：
- Machairodus alberdiae Ginsburg et al., 1981
- 隐匿剑齿虎 Machairodus aphanistus Kaup, 1832[2]
- Machairodus laskerevi Sotnikova, 1992[3]
- Machairodus pseudaeluroides Schmidt-Kittler, 1976[3]
- Machairodus robinsoni Kurtén, 1975
- Machairodus horribilis Schlosser, 1903
- Machairodus kabir Peigne et al. 2005[4][5]
- Machairodus lahayishupup Orcut, 2021